# Charles Mound
De heuvel Charles Mound vormt met een hoogte van 376 m boven de zeespiegel het hoogste natuurlijke punt van de Amerikaanse staat Illinois. Charles Mound is gelegen in het noorden van Illinois, in Jo Daviess County, vlak bij Scales Mound en 18 km ten noordoosten van Galena. Het is een van de lagere state highpoints: Charles Mound staat op een vijfenveertigste plaats, na Hoosier Hill in Indiana en voor Jerimoth Hill op Rhode Island.

## Geografie
Charles Mound mag dan wel het hoogste natuurlijke punt van Illinois vormen, het werkelijke hoogste punt is het dak van de Willis Tower (de voormalige Sears Tower). De top van de heuvel ligt op nog geen halve kilometer van de grens met Wisconsin, in het gebied dat bekendstaat als het Driftless Area: een gebied op de grens tussen Illinois, Iowa, Minnesota en Wisconsin. Dit gebied werd niet bedekt door gletsjers gedurende de laatste ijstijd en is dus niet volledig afgevlakt.

## Nederzetting
Een van de eerste Westerse mensen die zich in het gebied vestigde was Elijah Charles. Aangekomen in 1828, bouwde Charles zijn huis aan de voet van de heuvel. Het is naar hem dat de heuvel Charles Mound genoemd werd.

## Bereikbaarheid
Charles Mound is gelegen in glooiend landbouwgebied bestierd door Jean and Wayne Wuebbels. Daar de heuvel dus op privé-eigendom is, is toegang tot de top niet zomaar open voor iedereen! De Wuebbels stellen de heuvel enkel open voor het grote publiek gedurende de eerste volledige weekends van de maanden juni, juli, augustus en september.